# アレックス・ブロスケ
アレックス・ブロスケ（Alex Brosque、1983年10月12日 - ）は、オーストラリア・シドニー出身の元サッカー選手。オーストラリア代表。ポジションはMF。ウルグアイ系オーストラリア人である。

## 経歴

### クラブ
2001年、18歳でナショナル・サッカー・リーグのマルコーニ・スタリオンズFCでプロ・デビュー。同クラブでの3シーズンで50試合に出場し、2003年と2004年には2年連続でリーグの21歳以下MVPに選出された。
04-05シーズン終了後にオランダの強豪フェイエノールトと契約し、直ちにベルギーのクラブKVCウェステルローにレンタルされたが、足首の怪我から思うような結果が残せず、16試合に出場したのみに終わった。

#### クイーンズランド・ロアー
Aリーグが新設されると共にオーストラリアに戻り、クイーンズランド・ロアーと契約した。05-06シーズン、チームは僅かの差でファイナルシリーズ進出を逃したが、ブロスケはアーチー・トンプソンらと共に得点王を獲得した。

#### シドニーFC
2006年2月、ブロスケはAリーグの強豪シドニーFCへ移籍した。7月15日に行われたプレシーズンカップで古巣クイーンズランドから得点を挙げたのが移籍後初ゴールとなった。2006-2007シーズンのファイナルシリーズでもクイーンズランドから点を奪い、彼らを優勝争いから脱落させた。しかし、シーズン全体を通じてはクイーンズランド時代のような活躍ができず、あるサッカーサイトの「期待外れイレヴン」に選ばれている。
2007年11月にスタジアム・オーストラリアで行われたロサンゼルス・ギャラクシーとの親善試合ではシドニーの全5ゴール中2ゴールを決めた。2007-2008シーズンはこの2ゴールも含め全11ゴールをあげ、チームの得点王となった。ジュニーニョ・パウリスタとの連携が素晴らしく、得点のうち5点はパウリスタからのアシストを決めたものだった。
08-09シーズン、09-10シーズンと2シーズン連続でチーム得点王となり、アシストも多く決めるなど優れた結果を残した。これにより、Jリーグの清水エスパルスが獲得を打診したが、シドニーFCはブロスケと2011年4月に発効する3年契約を結んでいるとして移籍に反対した。ブロスケ側は一定額以上のオファーがあれば移籍を認める現行の契約が優先されるとして仲裁機関に決定を委ねたところ、ブロスケの主張が認められ清水への移籍が決まった。契約期間は2年で合計150万オーストラリアドル(約1億3千万円）、移籍金約3千万円と報道されている。

#### 清水エスパルス
アフシン・ゴトビ新監督のもと前年の清水と同じ4-1-2-3システムのインサイドハーフでポジションを獲得し、持ち味である2列目からの飛び出しから数多くのシュートチャンスを得ている。また高原直泰が不在のゲームでは3トップのセンターFWを務めることも多い。登録名は『アレックス』である。

#### アル・アインFC
2012年9月、アル・アインFCと契約。

#### シドニーFC
2014年6月26日、シドニーFCに復帰した。
2019年4月、現役引退が発表された。

### 代表
2003 FIFAワールドユース選手権にU-20オーストラリア代表の一員として参加。チームはベスト16に進んでいる。翌2004年にはOFCネイションズカップのフィジー戦でA代表初キャップを飾った。また、同年のアテネオリンピックにも出場しベスト8に入った。
2009年11月9日、怪我により代表を離れたジョシュア・ケネディの代役として3年ぶりにサッカルーに招集された。翌2010年10月9日に行われたパラグアイとの親善試合で試合終了間際に交代出場を果たしている。
2011年1月に開催されたAFCアジアカップに向けての予備登録枠50人に選ばれた。ケネディとアーチー・トンプソンが怪我で辞退していたため、ブロスケの最終メンバー入りが期待されたが、彼自身も怪我をしたことで候補から外れている。
2011年9月2日の2014 FIFAワールドカップ・アジア予選のタイ戦で代表初得点となる決勝点を挙げた。

## 個人成績
| 国内大会個人成績 | 国内大会個人成績         | 国内大会個人成績 | 国内大会個人成績 | 国内大会個人成績 | 国内大会個人成績 | 国内大会個人成績 | 国内大会個人成績 | 国内大会個人成績 | 国内大会個人成績 | 国内大会個人成績 | 国内大会個人成績 |
| 年度             | クラブ                   | 背番号           | リーグ           | リーグ戦         | リーグ戦         | リーグ杯         | リーグ杯         | オープン杯       | オープン杯       | 期間通算         | 期間通算         |
| 年度             | クラブ                   | 背番号           | リーグ           | 出場             | 得点             | 出場             | 得点             | 出場             | 得点             | 出場             | 得点             |
| オーストラリア   | オーストラリア           | オーストラリア   | オーストラリア   | リーグ戦         | リーグ戦         | リーグ杯         | リーグ杯         | FFA杯            | FFA杯            | 期間通算         | 期間通算         |
| ---------------- | ------------------------ | ---------------- | ---------------- | ---------------- | ---------------- | ---------------- | ---------------- | ---------------- | ---------------- | ---------------- | ---------------- |
| 2001-02          | マルコーニ・スタリオンズ |                  | NSL              | 17               | 1                | 0                | 0                | -                | -                | 17               | 1                |
| 2002-03          | マルコーニ・スタリオンズ |                  | NSL              | 21               | 9                | 0                | 0                | -                | -                | 21               | 9                |
| 2003-04          | マルコーニ・スタリオンズ |                  | NSL              | 17               | 3                | 0                | 0                | -                | -                | 17               | 3                |
| ベルギー         | ベルギー                 | ベルギー         | ベルギー         | リーグ戦         | リーグ戦         | リーグ杯         | リーグ杯         | ベルギー杯       | ベルギー杯       | 期間通算         | 期間通算         |
| 2004-05          | ウェステルロー           |                  | ジュピラー       | 16               | 2                | -                | -                | 0                | 0                | 16               | 2                |
| オーストラリア   | オーストラリア           | オーストラリア   | オーストラリア   | リーグ戦         | リーグ戦         | リーグ杯         | リーグ杯         | FFA杯            | FFA杯            | 期間通算         | 期間通算         |
| 2005-06          | クイーンズランド         |                  | Aリーグ          | 21               | 8                | 4                | 1                | -                | -                | 25               | 9                |
| 2006-07          | シドニー                 |                  | Aリーグ          | 20               | 4                | 2                | 0                | -                | -                | 22               | 4                |
| 2007-08          | シドニー                 |                  | Aリーグ          | 22               | 8                | 5                | 1                | -                | -                | 27               | 9                |
| 2008-09          | シドニー                 |                  | Aリーグ          | 18               | 5                | 2                | 2                | -                | -                | 20               | 7                |
| 2009-10          | シドニー                 |                  | Aリーグ          | 29               | 7                | 0                | 0                | -                | -                | 29               | 7                |
| 2010-11          | シドニー                 |                  | Aリーグ          | 15               | 6                | 0                | 0                | -                | -                | 15               | 6                |
| 日本             | 日本                     | 日本             | 日本             | リーグ戦         | リーグ戦         | リーグ杯         | リーグ杯         | 天皇杯           | 天皇杯           | 期間通算         | 期間通算         |
| 2011             | 清水                     | 30               | J1               | 33               | 7                | 3                | 1                | 2                | 1                | 38               | 9                |
| 2012             | 清水                     | 7                | J1               | 23               | 6                | 3                | 2                | 0                | 0                | 26               | 8                |
| UAE              | UAE                      | UAE              | UAE              | リーグ戦         | リーグ戦         | リーグ杯         | リーグ杯         | オープン杯       | オープン杯       | 期間通算         | 期間通算         |
| 2012-13          | アル・アイン             | 32               | UAEリーグ        |                  |                  |                  |                  |                  |                  |                  |                  |
| 2013-14          | アル・アイン             |                  | UAEリーグ        |                  |                  |                  |                  |                  |                  |                  |                  |
| オーストラリア   | オーストラリア           | オーストラリア   | オーストラリア   | リーグ戦         | リーグ戦         | リーグ杯         | リーグ杯         | FFA杯            | FFA杯            | 期間通算         | 期間通算         |
| 2014-15          | シドニー                 |                  | Aリーグ          | 27               | 9                | 2                | 1                | -                | -                | 29               | 10               |
| 2015-16          | シドニー                 | 14               | Aリーグ          | 10               | 4                | 1                | 0                | 0                | 0                | 11               | 4                |
| 通算             | オーストラリア           | オーストラリア   | NSL              | 55               | 13               | 0                | 0                | -                | -                | 55               | 13               |
| 通算             | ベルギー                 | ベルギー         | ジュピラー       | 16               | 2                | -                | -                | 0                | 0                | 16               | 2                |
| 通算             | オーストラリア           | オーストラリア   | Aリーグ          | 162              | 51               | 16               | 5                | -                | -                | 178              | 56               |
| 通算             | 日本                     | 日本             | J1               | 56               | 13               | 6                | 3                | 2                | 1                | 64               | 17               |
| 通算             | UAE                      | UAE              | UAEリーグ        | 39               | 14               |                  |                  |                  |                  |                  |                  |
| 総通算           | 総通算                   | 総通算           | 総通算           | 328              | 93               | 22               | 8                | 2                | 1                | 352              | 102              |

| 国際大会個人成績 | 国際大会個人成績 | 国際大会個人成績 | 国際大会個人成績 | 国際大会個人成績 |
| 年度             | クラブ           | 背番号           | 出場             | 得点             |
| AFC              | AFC              | AFC              | ACL              | ACL              |
| ---------------- | ---------------- | ---------------- | ---------------- | ---------------- |
| 2007             | シドニーFC       |                  | 6                | 1                |
| 通算             | AFC              | AFC              | 6                | 1                |

## 代表歴

### 試合数
- 国際Aマッチ 21試合 5得点（2004年-2013年）[5]

| オーストラリア代表 | 国際Aマッチ | 国際Aマッチ |
| 年                 | 出場        | 得点        |
| ------------------ | ----------- | ----------- |
| 2004               | 3           | 0           |
| 2005               | 0           | 0           |
| 2006               | 1           | 0           |
| 2007               | 0           | 0           |
| 2008               | 0           | 0           |
| 2009               | 0           | 0           |
| 2010               | 1           | 0           |
| 2011               | 5           | 3           |
| 2012               | 9           | 2           |
| 2013               | 2           | 0           |
| 通算               | 21          | 5           |

## タイトル

### クラブ
シドニーFC
- Aリーグ レギュラーシーズン：1回 (2009-10)
- Aリーグ ファイナルシーズン：1回 (2009-10)

### 代表
オーストラリア代表
- OFCネイションズカップ：1回 (2004)

### 個人
- NSL U-21年間最優秀選手：2回 (2002-03, 2003-04)
- Aリーグ得点王：1回 (2005-06)